# Nikolas Katsigiannis
Nikolas Katsigiannis (Werne, 17 de septiembre de 1982) es un jugador de balonmano alemán, de origen griego, que juega de portero en el ASV Hamm-Westfalen. Es internacional con la selección de balonmano de Alemania.

## Palmarés

### HSG Nordhorn-Lingen
- Copa EHF (1): 2008

## Clubes
- Ahlener SG (2002-2005)
- Eintracht Hildesheim (2005-2007)
- HSG Nordhorn-Lingen (2007-2009)
- GWD Minden (2009-2010)
- TSV Hannover-Burgdorf (2010-2012)
- HBW Balingen-Weilstetten (2012-2014)
- HC Erlangen (2014-2015)
- THW Kiel (2015-2016)
- HC Erlangen (2016-2020)
- Rhein-Neckar Löwen (2020-2022)
- TuS Nettelstedt-Lübbecke (2022-2024)
- ASV Hamm-Westfalen (2024- )